# Rayleigh-Medaille (Institute of Acoustics)
Die Rayleigh-Medaille (Rayleigh Medal) ist ein Preis für Akustik des britischen Institute of Acoustics (IOA). Er ist zu Ehren von Lord Rayleigh benannt. In geradzahligen Jahren wird sie in der Regel an einen Akustiker aus dem Vereinigten Königreich, in ungeradzahligen an einen Ausländer vergeben.
Sie sollte nicht mit der Rayleigh-Medaille des (ebenfalls britischen) Institute of Physics (IOP) verwechselt werden.

## Preisträger
- 1970 David E. Weston
- 1975 Peter Hubert Parkin
- 1977 Leonid Maximowitsch Brechowskich (Leonid M. Brekhovskikh)
- 1978 Edward G. S. Paige
- 1979 Edgar Albert George Shaw
- 1980 Philip E. Doak
- 1981 Karl Uno Ingard
- 1982 Geoffrey Barratt Warburton (* 1924)
- 1983 Eugen J. Skudrzyk
- 1984 John Ffowcs Williams
- 1985 Peter Westervelt
- 1986 Elfyn John Richards
- 1987 Manfred R. Schroeder
- 1988 David George Crighton
- 1989 Henning E. von Gierke
- 1990 Frank Fahy
- 1991 Manfred Heckl
- 1992 James Lighthill
- 1993 Michel Bruneau (* 1937)
- 1994 Edward Frank Evans
- 1995 Richard H. Lyon
- 1996 Keith Attenborough
- 1997 Leif Bjørnø
- 1998 William Anthony Ainsworth (1939–2002)
- 1999 George C. Maling
- 2000 Wiktor Wladimirowitsch Krylow (Victor Krylov)
- 2001 Hideki Tachibana
- 2002 Philip Nelson
- 2003 Hugo Fastl
- 2004 Alan Cummings
- 2005 Heinrich Kuttruff
- 2006 Michael Fleming E. Barron
- 2007 Michael Howe
- 2008 Christopher Harrison
- 2009 Colin Hansen
- 2010 Bob Craik
- 2011 John Bradley
- 2012 Yui Wei Lam
- 2013 Jacques Yves Guigné
- 2014 Timothy Grant Leighton
- 2014 Leo Beranek
- 2015 Harold Marshall
- 2016 Rupert Thornely-Taylor
- 2017 Juan A. Gallego-Juárez
- 2018 David Thompson
- 2019 Claus Elberling
- 2020 Robin S. Langley
- 2021 Michael Vorländer
- 2022 Jian Kang
- 2023 Stephen Stansfeld
- 2024 Malcolm Crocker[1]
- 2025 Phillip Joseph[2]